# Observador Permanente da Santa Sé junto ao Conselho da Europa
O Conselho da Europa concedeu o estatuto de observador à Santa Sé em 7 de março de 1970, tendo mantido uma relação menor desde 1962, quando o Núncio Apostólico na Bélgica recebeu o título adicional de Delegado Apostólico ao Conselho para a Cooperação Cultural do Conselho de Europa. 
Em 1970, a Santa Sé estabeleceu uma relação diplomática com a Comunidade Económica Europeia e em 10 de Novembro nomeou o Arcebispo Eugenio Cardinale  como Núncio no Mercado Comum. Foi-lhe dado um segundo cargo e título de "enviado especial e representante permanente ao Conselho da Europa, a assembleia consultiva europeia em Estrasburgo". A natureza e o estatuto dessa posição evoluíram à medida que o Vaticano explorava a melhor forma de gerir a sua relação com esses organismos internacionais e como integrar tais posições na sua hierarquia tradicional de representantes, delegados e núncios. Até 2019, os sucessores de Cardinale que representavam a Santa Sé no Concílio não eram bispos, nem tinham o título de núncio ou outras responsabilidades. Bressan em 1983 foi nomeado "Enviado Especial" ao Conselho, e seus sucessores foram nomeados "Enviado Especial com a função de Observador Permanente" até que a fórmula mais simples foi adotada em 2004: "Enviado Especial, Representante Permanente" . 
A adesão plena ao Conselho é provavelmente impedida pela falta de democracia e de garantias de direitos humanos da Santa Sé. Em 2007, a Santa Sé descreveu o seu papel perante as organizações internacionais: 
In accordance with its special character and mission, the Holy See ... acts as an admonishing ethical force, encouraging [the international organization] to respect, in their policies, principles of justice and solidarity which make for peaceful coexistence and co-operation between peoples. Its character is manifest in what it is, and also in what it does.
Argumentou com sucesso que a revisão dos estados observadores pelo Conselho reconhece a sua "missão especial" e remove a linguagem que dizia "A sua falta de instituições democráticas e a sua posição em certas questões de direitos humanos fazem dele um caso especial".
Observadores Permanentes
- Eugenio Cardinale (10 de novembro de 1970 - 24 de março de 1983) [13]
- Luigi Bressan (12 de fevereiro de 1983[5] - 3 de abril de 1989) [5]
- Carlo Maria Viganò (14 de abril de 1989[6] - 3 de abril de 1992) [6]
- Celestino Migliore (14 de abril de 1992[14] - 21 de dezembro de 1995) [14]
- Michael Courtney (30 de dezembro de 1995[15] - 18 de agosto de 2000) [15]
- Paul Gallagher (18 de agosto de 2000[15] - 22 de janeiro de 2004) [16]
- Vito Rallo (27 de janeiro de 2004[7] - 12 de junho de 2007) [17]
- Aldo Giordano (7 de junho de 2008[18] - 26 de outubro de 2013) [19]
- Paolo Rudelli (20 de setembro de 2014.[20] - 21 de setembro de 2019) [9]
- Marco Ganci (21 de setembro de 2019 – presente) [9]